# Kurhaus (Bad Dürkheim)
Das Kurhaus ist ein klassizistisches Gebäude in der Kreisstadt in Bad Dürkheim.

## Geschichte
Es wurde 1822–1826 nach Plänen von Johann Bernhard Spatz (1782–1840), an der Stelle eines 1794 niedergebrannten Barockschlosses der Fürsten zu Leiningen, als Rathaus und Schulgebäude, im klassizistischen Stil errichtet. Der Architekt und Kreis-Bauinspektor entwarf auch die benachbarte St. Ludwigskirche.
Als Kurhaus dient das Gebäude seit 1936. Heute beherbergt es neben Gastronomie (Restaurant des Kurpark-Hotels) und Gesellschaftsräumen auch die Bad Dürkheimer Spielbank. Sie ist eine Filiale der Spielbank Bad Neuenahr.
Am 7. Juni 1829 besuchten König Ludwig I. von Bayern und seine Gattin Königin Therese die Stadt, wo sie der Regierungspräsident Joseph von Stichaner zusammen mit General Karl August von Beckers zu Westerstetten vor dem heutigen Kurhaus empfing. Beim Betreten des Gebäudes wurde die Eingangstreppe mit Blumen bestreut. Das Königspaar speiste hier im Haus und begrüßte vom Balkon über dem Haupteingang die Bürgerschaft.

## Baubestand
Das langgestreckte zweigeschossige Bauwerk im „Weinbrennerstil“ trennt den Schlossplatz im Südwesten von dem Kurpark im Nordosten. Die Mittelrisalite an den Längsseiten tragen Dreiecksgiebel. Eine Inschrift erinnert an die Erbauung des „Stadthauses“ zwischen 1822 und 1826 und an den Vorgängerbau, „das Residenzschloß der Fürsten von Leiningen“.